# Nepoidea
Super-famille
Les Nepoidea sont une super-famille d'insectes aquatiques hémiptères du sous-ordre des hétéroptères (punaises), de l'infra-ordre des Nepomorpha. On les rencontre sur l'ensemble des continents excepté l'Antarctique. 

## Description
Ces punaises sont aquatiques, et ont des antennes très courtes, invisibles vue de dessus. L'apex de l'abdomen comporte une paire de processus respiratoires, sous forme de long siphon (Nepidae), soit sous forme de processus courts et rétractiles (Belostomatidae). Corps cylindrique ou ovale et plat. Pattes antérieures ravisseuses. Taille de 9 à 110 mm.  

## Systématique
À partir de Popov (1971), les Nepoidea sont considérés comme le groupe frère de tous les autres Nepomorpha. Ils seraient apparus il y a environ 215 millions d'années. Le plus ancien fossile retrouvé remonte au Norien, au Trias supérieur. Elles contiennent deux familles, les Belostomatidae, qui contiennent les plus grandes punaises du monde, et les Nepidae. 

## Biologie
Ces punaises sont prédatrices de petits animaux aquatiques, y compris de petits poissons. Les pattes avant sont modifiées pour pouvoir saisir les proies. Leur système respiratoire est également adapté à la vie aquatique avec un siphon respiratoire placé au bout de l'abdomen. De même, les antennes sont adaptées à la vie aquatiques, et sont repliées et cachées dans des rainures derrière les yeux (Belostomatidae) ou couchées sous la tête (Nepidae), et comportent des structures sensorielles particulières. 

## Liste des familles
Selon BioLib (2 avril 2022) :
- famille Belostomatidae Leach, 1815
- famille Nepidae Latreille, 1802

## Galerie

Famille des Belostomatidae.
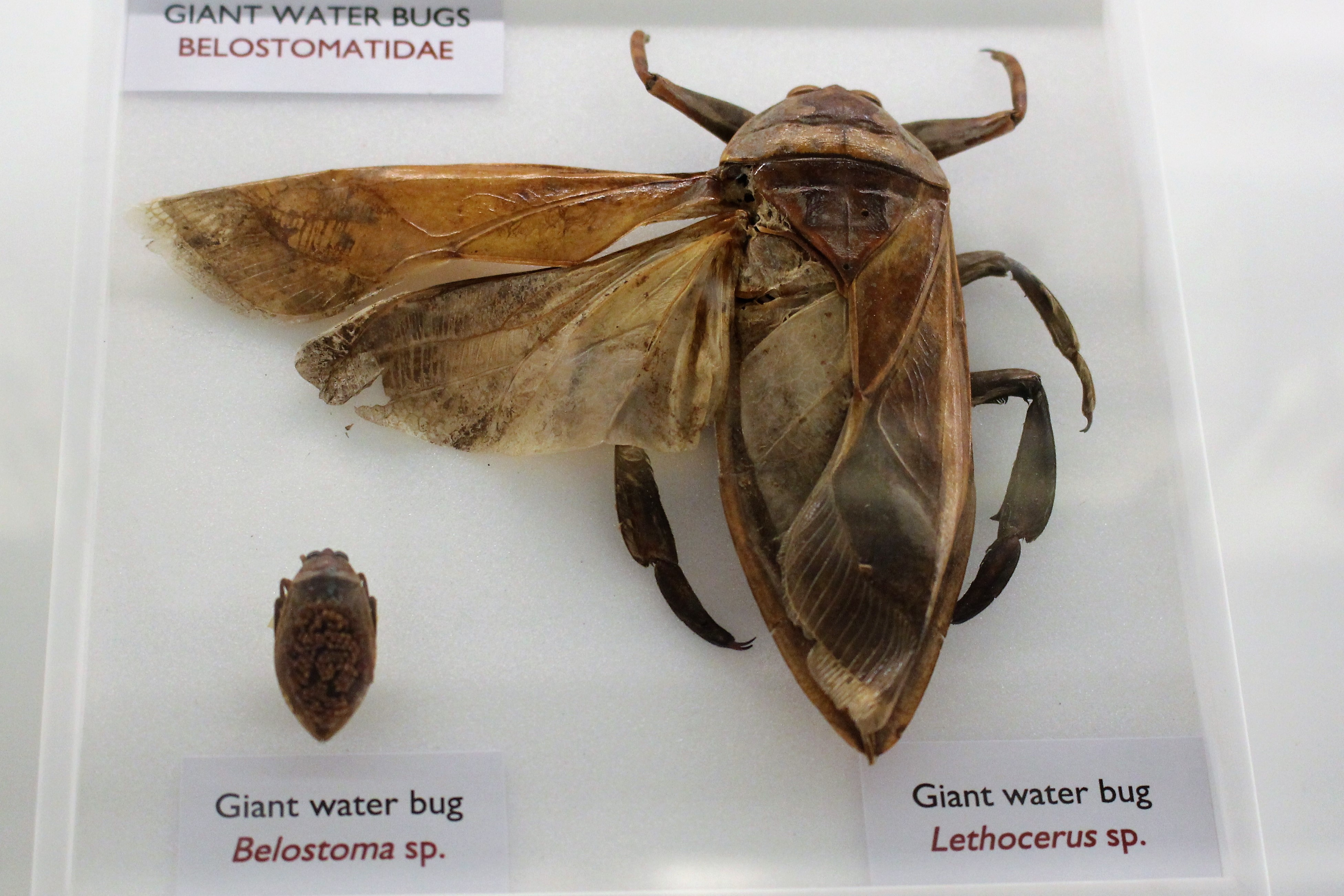
Lethocerus sp.
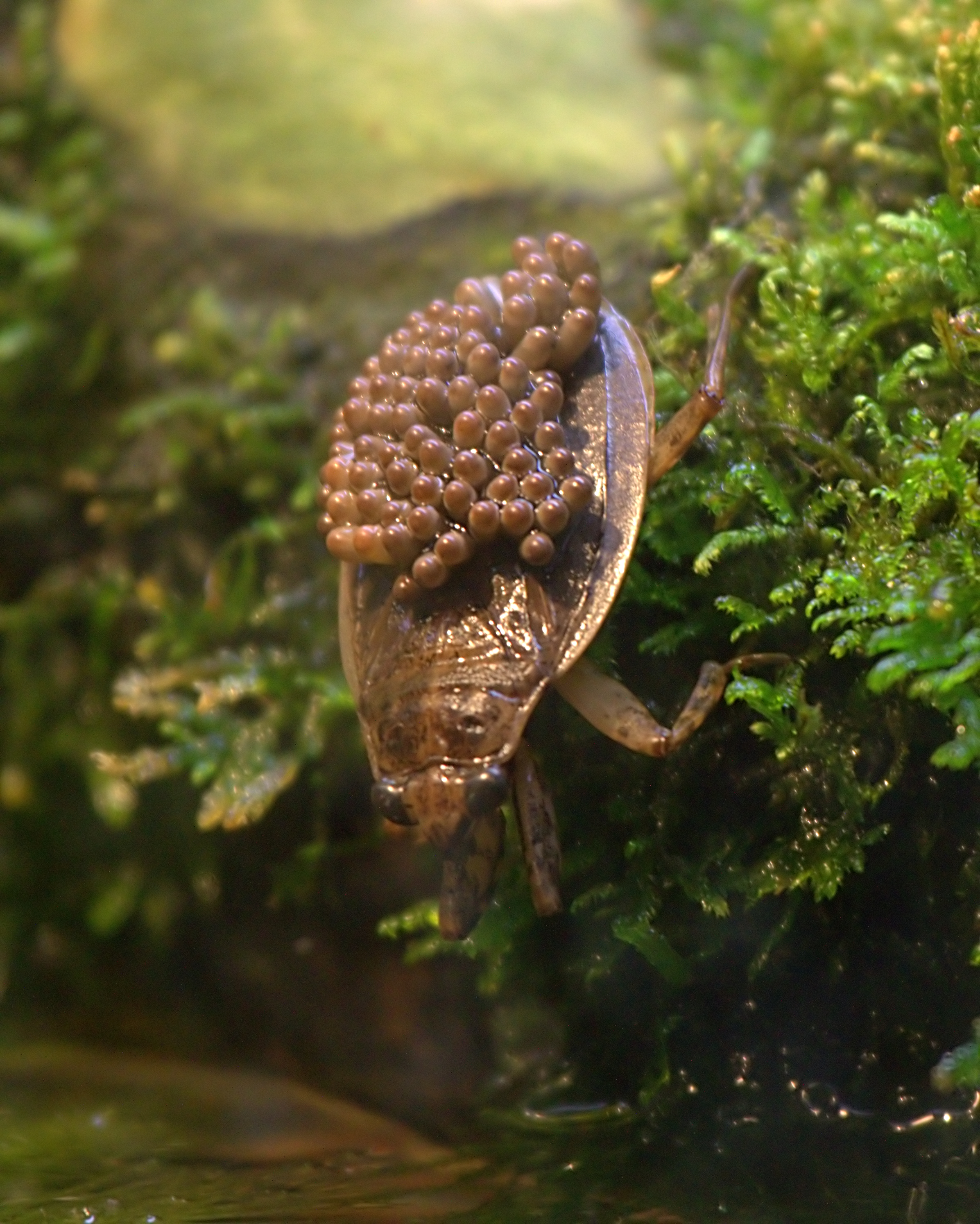
Abedus herberti mâle gardant la ponte sur ses hémélytres.
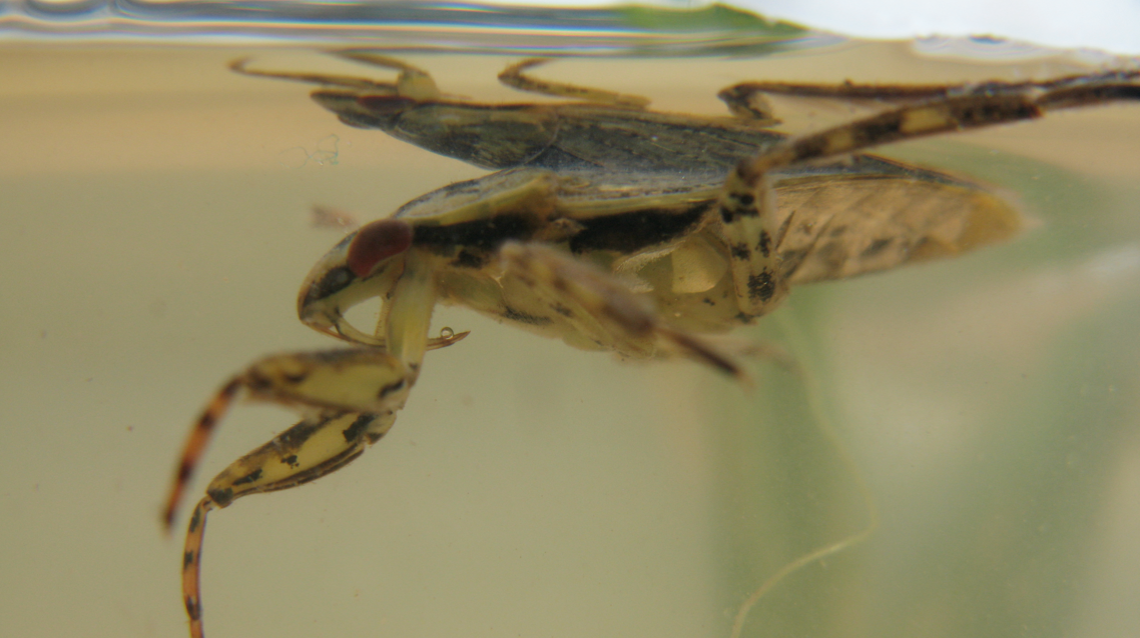
Espèce indéterminée, vue latérale.

Famille des Nepidae.
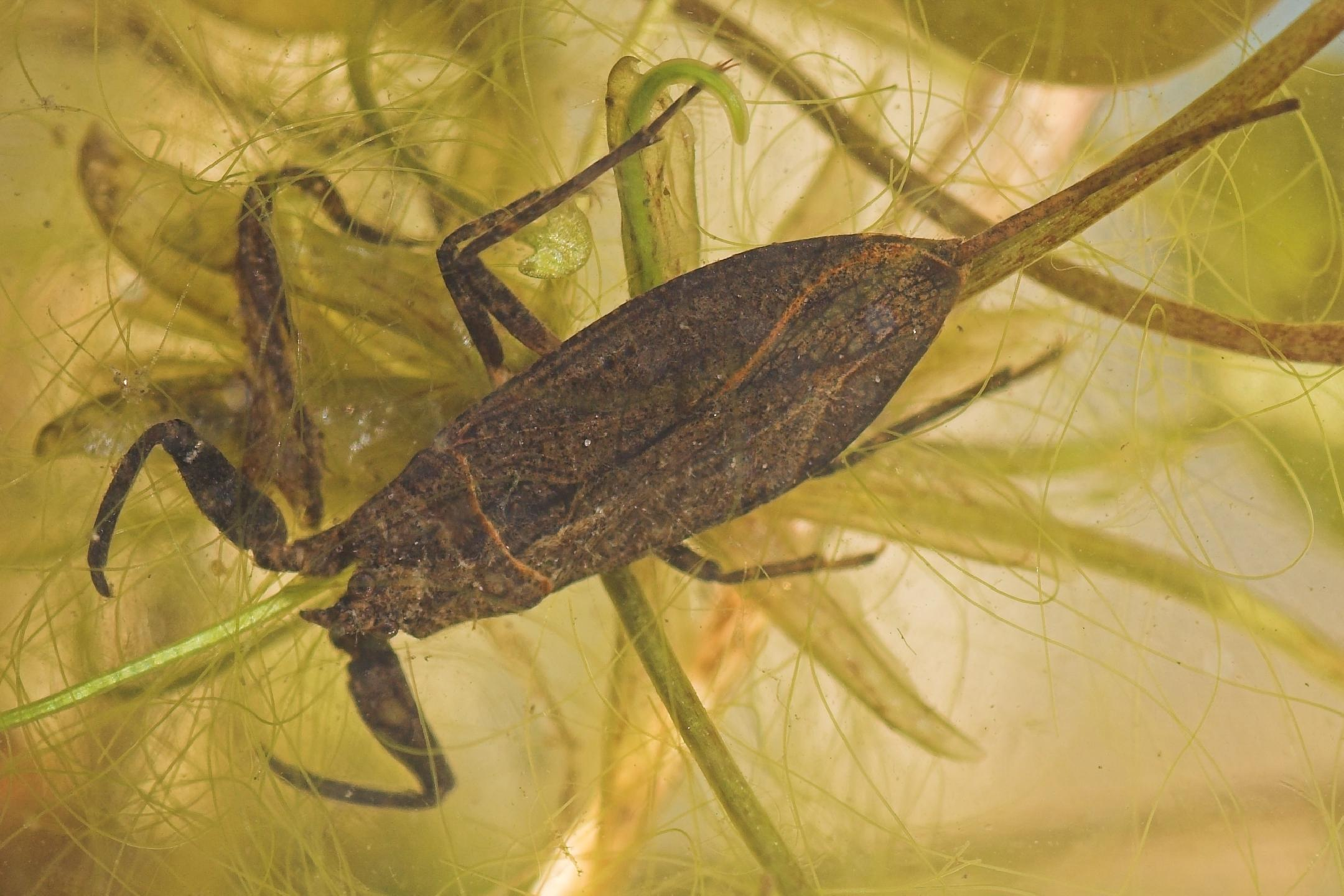
Nepa rubra.
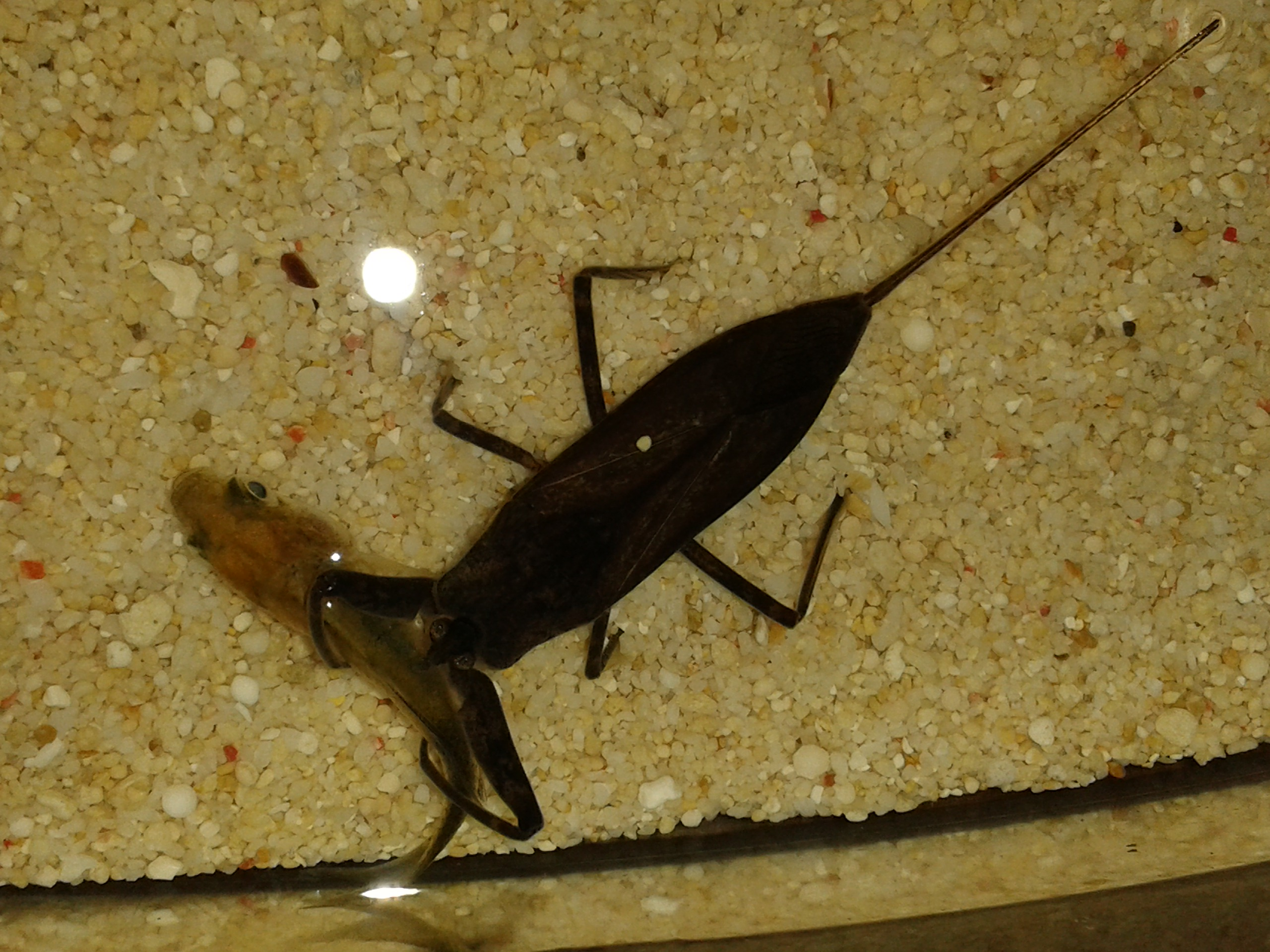
Espèce indéterminée avec une proie.
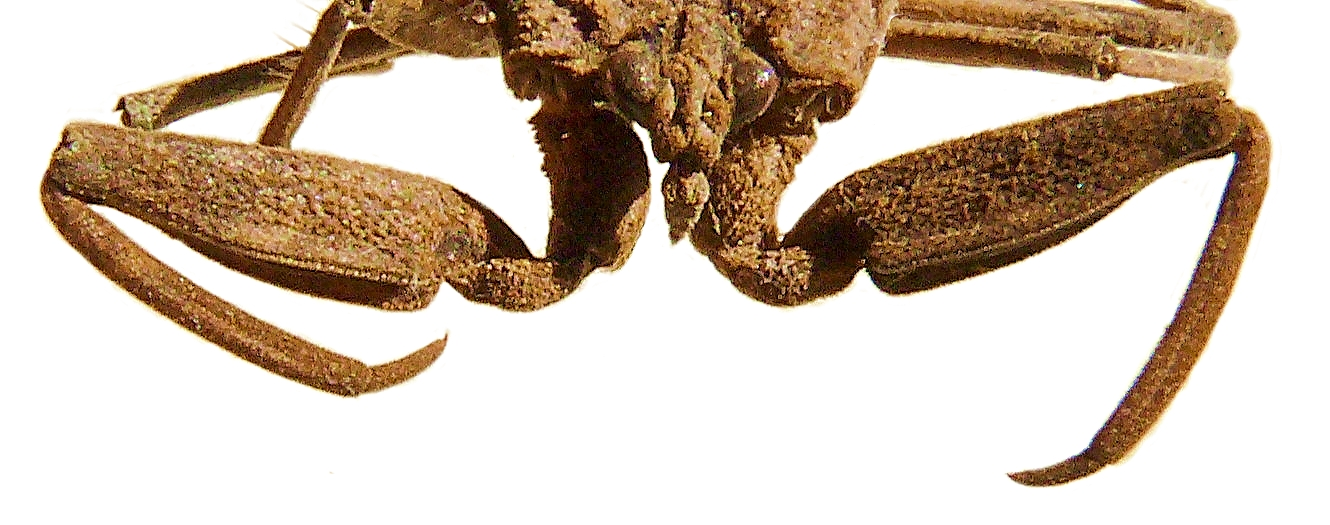
Nepa cinerea, pattes avant.
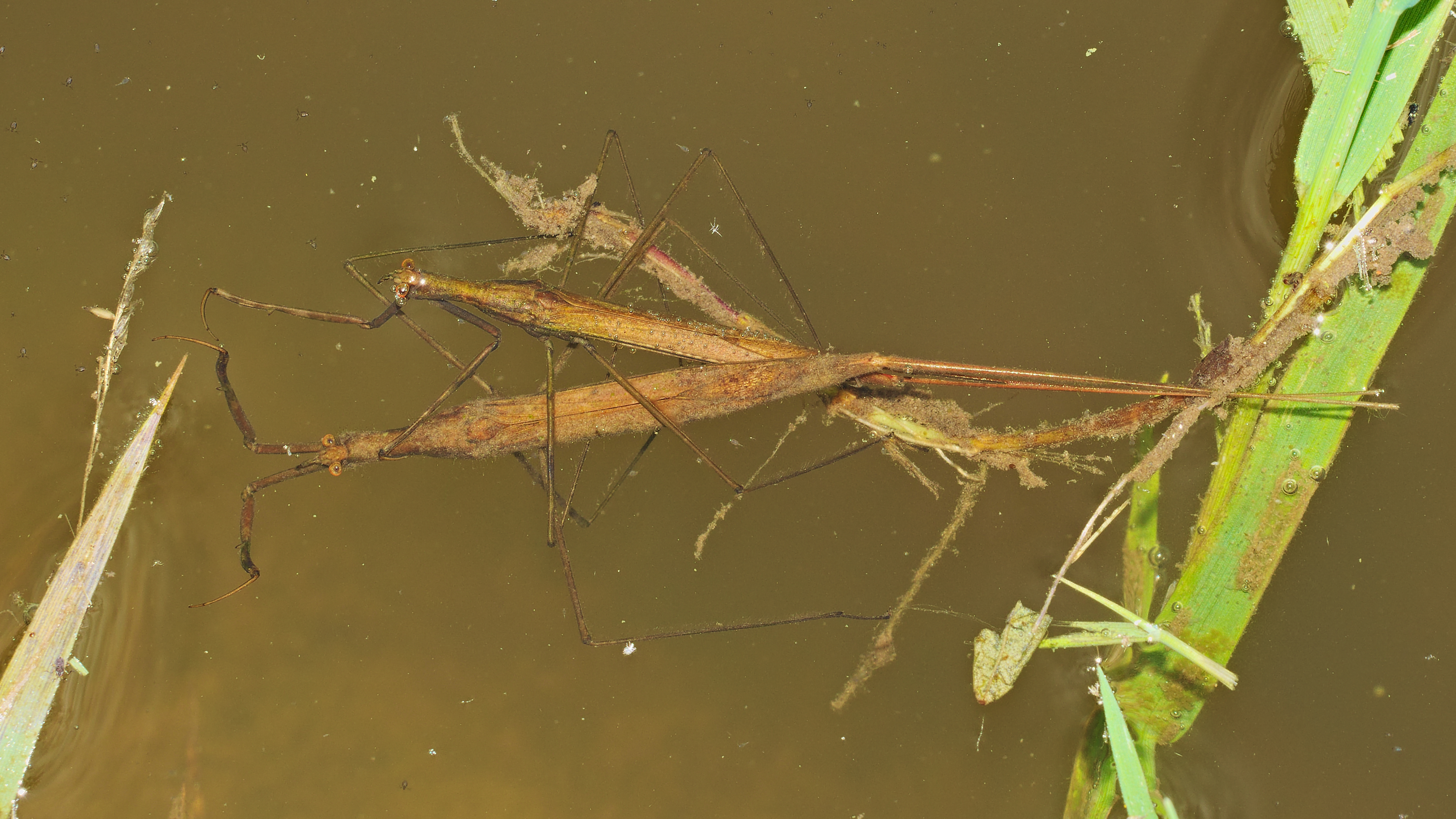
Ranatra linearis, accouplement.